# Villa Kvikkjokk

Villa Kvikkjokk är en villa vid Biskopsvägen på Södra Djurgården i Stockholm, inte långt från Biskopsudden. Villan med det säregna namnet uppfördes på 1860-talet av läkaren Pehr Henrik Malmsten efter ritningar av Theodor Anckarsvärd. Intill villan ligger montessoriförskolan Lilla Kvikkjokk.
Namnet härrör från den händelsen då Malmsten räddade dåvarande kronprinsen Karl (sedermera Karl XV) från att drunkna i Kvikkjokk i Lappland. Som tack fick han 1859 en sluttningstomt mot Stockholms inlopp, strax söder om Frisens park, där Villa Kvikkjokk sedermera byggdes. Huset ritades av "fängelsearkitekten" Theodor Anckarsvärd, som var intendent vid Fångvårdsstyrelsen och som sådan ritade bland annat Långholmens centralfängelse (1874–1880). För Villa Kvikkjokks ytterväggar användes håltegel som innehåller luftkanaler för bättre värmeisolering, ett för tiden nytt byggnadsmaterial.
Efter Malmstens bortgång 1883 förvärvades egendomen av konditorn Heinrich Robert Berns, grundare av Berns salonger. 1926 övertogs besittningsrätten av bankmannen och ingenjören Torsten Kreuger (senare ägare av den närbelägna  Villa Ekudden) och efter honom flyttade sonen Carl Kreuger in, som under många år var ordförande i Djurgårdens hembygdsförening. Idag är villan fortfarande privatbostad.